# Uno Sundelin (pianist)
Uno Sundelin, född 2 mars 1887 på Sandö, Ångermanland, död 11 november 1935 i Stockholm, var en svensk pianist. Han var brorson till Robert Sundelin samt kusin till kvartärgeologen Uno Sundelin. Han var gift 1920–1924 med Rose, född Gustafsson-Gräns.
Sundelin var under åren 1901–1907 pianoelev till Hilda Thegerström och Lennart Lundberg vid konservatoriet i Stockholm, studerade sedan 1908–1910 som Jenny Lind-stipendiat för Moritz Moszkowski i Paris samt för S. Eisenberger och I. Friedman i Berlin. Från debuten 1911 i Stockholm konserterade han flitigt i Sverige samt även utomlands, samtidigt som han verkade som pianolärare. Sundelin blev 1917 ordförande i Pianistförbundet.
Under 1920-talet verkade han under en period som musiker på M/S Gripsholm. Han avbröt slutligen sin musikerkarriär 1931 i samband med att hans dotter dog i tuberkulos. Som pianist blev Uno Sundelin känd för att förena "mogen gestaltningsförmåga med högt utvecklad teknik både i leggierospel och uthålliga kraftprestationer", skriver Eugène Fahlstedt i Nordisk familjebok.